# Marvel Studios
Marvel Studios – amerykańska wytwórnia filmowa, w latach 1993–1996 funkcjonująca pod nazwą Marvel Films z siedzibą w The Walt Disney Studios w Burbank, w Kalifornii. Od 2015 roku jest spółką zależną The Walt Disney Studios, należącego do The Walt Disney Company. Prezesem studia jest producent filmowy, Kevin Feige.
W skład Marvel Studios wchodzą podmioty: Marvel Television, Marvel Animation, Marvel Music i MVL Productions.
Wytwórnia wyprodukowała od 2008 roku 29 filmów, które zarobiły ponad 26,6 miliarda dolarów oraz 7 seriali należących do franczyzy Filmowego Uniwersum Marvela. Pierwszym filmem studia był Iron Man z 2008 roku.
Filmy produkcji Marvel Studios są dystrybuowane przez Walt Disney Studios Motion Pictures. W latach 2008 – 2011 dystrybucją zajmowało się Paramount Pictures, które odsprzedało prawa do pierwszych czterech filmów w 2013 roku. Prawa do dystrybucji filmu Incredible Hulk z 2008 roku posiada Universal Pictures, a do Spider-Man: Homecoming z 2017, Spider-Man: Daleko od domu z 2019 roku i Spider-Man: Bez drogi do domu z 2021 roku, Sony Pictures. Filmy te Marvel Studios współprodukowało z Columbia Pictures.

## Historia

### Marvel Films
W wyniku umowy między Marvel Entertainment Group i ToyBiz z 1993 roku, Avi Arad z ToyBiz został prezesem Marvel Films spółki zależnej od New World Entertainment. Marvel Productions zostało zastąpione przez New World Animation, kiedy Marvel Films razem z Marvel Films Animation rozpoczęły działalność. Pod koniec 1993 roku Arad podpisał umowę z 20th Century Fox dotyczącą produkcji filmu na podstawie serii komiksów X-men.
W sierpniu 1996 roku New World Animation i Marvel Films Animation razem z całością New World zostały sprzedane News Corporation/Fox Entertainment Group.

### Marvel Studios
W wyniku sprzedaży New World, Marvel stworzył Marvel Studios poprzez włącznie Marvel Films. Jerry Calabrese, prezes Marvel Entertainment Group i Avi Arad, szef Marvel Films i dyrektor Toy Biz, wspólnie objęli kontrolę nad Marvel Studios. Wytwórnia podpisała siedmioletni kontrakt z 20th Century Fox. Od 1997 roku Marvel Studios rozpoczęło realizację różnych produkcji filmowych na podstawie komiksów Marvel Comics, między innymi X-men (2000), Daredevil (2003), Elektra (2005) i Fantastyczna Czwórka (2005).
W 2004 roku David Maisel został zatrudniony na stanowisku dyrektora operacyjnego Marvel Studions, miał on plan, aby wytwórnia samofinasowała produkcję filmów. W 2005 roku studio zawarło umowę z Paramount Pictures. Arad zrezygnował ze stanowiska prezesa, które w marcu 2007 roku objął Maisel, a stanowisko prezesa produkcyjnego objął Kevin Feige. W tym samym czasie rozpoczęto produkcję filmu Iron Man (2008).
W styczniu 2008 roku powstało Marvel Animation podlegające pod Marvel Studios. We wrześniu 2008 roku, po międzynarodowym sukcesie filmu Iron Man, Paramount Pictures nabyła prawa do dystrybucji kolejnych filmów: Iron Man 2, Thor, Kapitan Ameryka: Pierwsze starcie i Avengers.
31 grudnia 2009 roku The Walt Disney Company zakupiło Marvel Entertainment za 4 miliardy dolarów. W czerwcu 2010, Marvel Entertainment, uruchomiło oddział Marvel Television z Jephem Loebem na czele, które podlegało pod Marvel Studios. W październiku 2010 roku Walt Disney Studios odkupiło prawa do dystrybucji filmów Avengers i Iron Man 3 od Paramount Pictures.
W kwietniu 2013 roku Marvel Studios przeniosła swoją siedzibę produkcyjną z Manhattan Beach do Burbank. W tym samym roku Disney odkupił prawa do dystrybucji pierwszych filmów Uniwersum od Paramountu.
W lutym 2015 roku Sony Pictures Entertainment i Marvel Studios ogłosili umowę licencyjną, która włącza postać Spider-Mana oraz filmy z tym bohaterem do Filmowego Uniwersum Marvela. Za dystrybucję filmów solowych odpowiedzialne jest Sony, producentem solowych filmów o Spider-Manie ma być Amy Pascal z ramienia Sony i Kevin Feige.
We wrześniu 2015 roku Marvel Studios zostało podłączone bezpośrednio pod Walt Disney Studios. W wyniku tej zmiany szef studia, Kevin Feige będzie odpowiadał bezpośrednio przed Alanem Hornem, szefem studia Disneya, a nie tak jak do tej pory przed prezesem Marvel Entertainment, Issakiem Permutterem. Marvel Television i Marvel Animation pozostało nadal w Marvel Entertainment.
W połowie października w wyniku restrukturyzacji Marvel Entertainment, Marvel Television i Marvel Animation zostały z niego wyłączone i włączone z powrotem pod Marvel Studios.

## Prawa do postaci
Marvel od początku lat dziewięćdziesiątych udostępniał prawa do ekranizacji postaci studiom filmowym rozpoczynając od X-Menów, Fantastycznej Czwórki, Spider-Mana i Daredevila, a później między innymi  Kapitana Amerykę, Iron Mana, Thora, Hulka, Ant-Mana, Osę, Czarną Wdowę, Luke’a Cage’a, Punisher, Blade’a, Ghost Ridera i Czarną Panterę
Od 2005 roku prawa do większości postaci zaczęły powracać do Marvela:
- 2005: Czarna Pantera od Columbia Pictures i Artisan Entertainment oraz Iron Man od New Line Cinema[21][22].
- 2006: Thor od Sony Pictures, Czarna Wdowa od Lions Gate Entertainment[23][24] oraz Hulk od Universal Pictures[25]. Universal zachował prawo pierwszeństwa przy dystrybucji kolejnych solowych filmów o tej postaci[25].
- 2011: Blade od New Line Cinema[26].
- 2012: Daredevil i Elektra od 20th Century Fox[27].
- 2013: Ghost Rider, Luke Cage i Punisher od Lions Gate[28][29].
- 2014: Namor od Universal Pictures, potwierdzono wtedy, że prawa do produkcji filmu ma Marvel Studios, a nie Universal lub Legendary Pictures[30].
- 2019: X-Men, Wolverine, Deadpool i Fantastyczna Czwórka od 20th Century Fox. The Walt Disney Company sfinalizował wtedy transakcję zakupu 21st Century Fox, wskutek czego wszystkie filmy Foxa związane z franczyzą zostały anulowane, a Marvel Studios przejęło kontrolę nad postaciami[31].

W 2015 roku Marvel Studios i The Walt Disney Company podpisało umowę licencyjną z Sony Pictures Entertainment dotyczącą włączenia postaci Spider-Mana do Filmowego Uniwersum Marvela. Marvel Studios współprodukuje solowe filmy o postaci. Sony nadal samodzielnie zajmuje się produkcją filmów animowanych o Spider-Manie oraz fabularnych o drugoplanowych postaciach z komiksów o postaci.

## Kierownictwo
- Avi Arad[5]

Prezes i Dyrektor Generalny Marvel Films, 1993–1996 
Prezes i Dyrektor Generalny Marvel Studios, 1996– 2006 
- David Maisel[11]

Dyrektor Operacyjny, 2004–2005  
Wiceprezes, 2005–2006  
Prezes i Dyrektor Generalny, 2007–2010 
- Michael Helfant[11]

Prezes i Dyrektor Operacyjny, 2005  
- Kevin Feige[13]

Prezes Produkcji, 2007–obecnie  
- Tim Connors[32]

Dyrektor Operacyjny, 2008–obecnie